# Rissoina miltozona
Rissoina miltozona är en snäckart. Rissoina miltozona ingår i släktet Rissoina och familjen Rissoidae. Inga underarter finns listade i Catalogue of Life.